# بنة محمد (شبانكارة)
بنة محمد (بالفارسية: بنه‌محمد) هي قرية تقع في إيران في قسم شبانكارة الريفي. يقدر عدد سكانها بـ 65 نسمة بحسب إحصاء 2016.